# 矢尾宏
矢尾 宏（やお ひろし、1946年8月2日 - ）は日本の実業家。三菱マテリアル代表取締役社長、代表取締役会長、日本鉱業協会会長、セメント協会会長、日本アルミニウム協会会長等を歴任。

## 人物
岡山県出身。岡山県立倉敷青陵高等学校を経て、1969年一橋大学社会学部卒業。1969年三菱金属鉱業（現三菱マテリアル）入社。1982年からシカゴに赴任。各国の工場を訪ね、世界に販売網を築く。
1997年三菱マテリアル株式会社加工事業本部超硬製品部長、1998年米国三菱マテリアル社長、2001年三菱マテリアル執行役員、2002年経営企画室長、2003年常務執行役員、2004年常務取締役、2006年副社長兼ユニバーサル製缶代表取締役社長、2008年三菱アルミニウム代表取締役社長、2010年三菱マテリアル経営顧問。この間数々の不振事業の立て直しに成功。2008年から2009年まで日本アルミニウム協会会長。
2010年に第5代三菱マテリアル代表取締役社長に就任。2015年より代表取締役会長。この間2012年から一般社団法人セメント協会会長。2013年から日本鉱業協会会長。2018年取締役相談役。同年6月相談役。